# Rolls-Royce Silver Wraith
La Silver Wraith è un'autovettura costruita dalla Rolls-Royce dal 1946 al 1959 nel suo stabilimento di Crewe, in Inghilterra. È stato il primo modello costruito dopo la sospensione della produzione dovuta allo scoppio della seconda guerra mondiale. La casa automobilistica britannica forniva solo il telaio e le parti meccaniche, mentre la carrozzeria era a carico dell'acquirente.
Negli anni '70 è stata commercializzata la Silver Wraith II, che era semplicemente una versione a passo lungo della Silver Shadow II.

## Il contesto
Per i primi anni di produzione era disponibile una sola versione con passo di 3226 mm, costruita fino al 1953. Nel 1951 fu lanciata sul mercato una versione più lunga, con passo 3378 mm. Di quest'ultima, costruita fino alla fine della produzione del modello (1959), furono assemblati 639 esemplari.
Il telaio era basato sulla Wraith, l'ultimo modello prodotto dalla Rolls-Royce prima della seconda guerra mondiale. Le sospensioni erano sull'avantreno a ruote indipendenti con molle elicoidali, mentre sul retrotreno erano a balestra semiellittica con un assale rigido.
Il motore era a sei cilindri in linea e derivava da quello montato sulla Wraith, ma aveva una testata con valvole di aspirazione in testa e le valvole di scarico laterali. All'inizio aveva una cilindrata di 4257 cm³, poi portato a 4566 cm³ dal 1951. Dal 1954 fu incrementato a 4887 cm³ per la versione più lunga.
L'impianto frenante era ibrido idro-meccanico. Sull'avantreno infatti erano montati freni idraulici, mentre sul retrotreno erano installati freni meccanici. Questi ultimi erano assistiti da un servofreno meccanico brevettato dalla Hispano-Suiza prima della seconda guerra mondiale e costruito dalla Rolls-Royce su licenza.
Il cambio era manuale a quattro velocità (prima non sincronizzata). Dal 1952 fu offerto il cambio automatico come optional.
La Rolls-Royce Silver Wraith fu utilizzata come autovettura in dotazione al Capo dello Stato in Irlanda (un modello del 1947), Brasile (1952) e Danimarca (1958).

## Galleria d'immagini

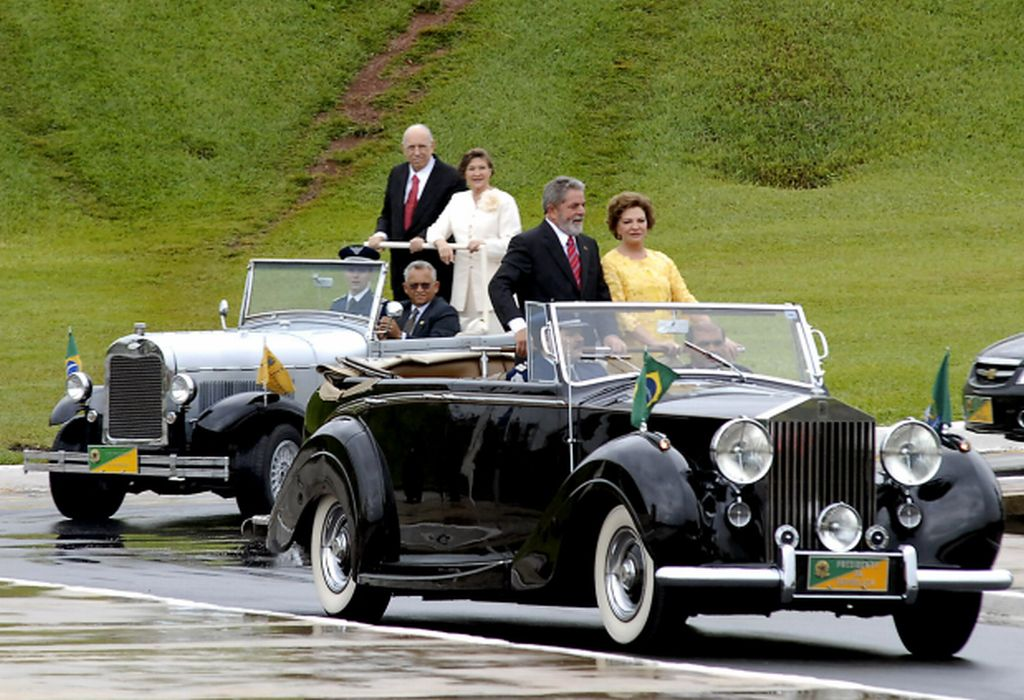
Il Presidente del Brasile su una Rolls-Royce Silver Wraith durante una cerimonia ufficiale
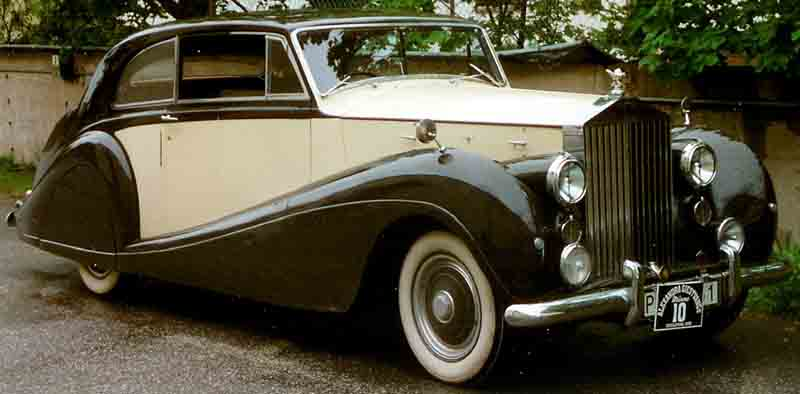
Una Rolls-Royce Silver Wraith Fixedhead Coupé del 1952
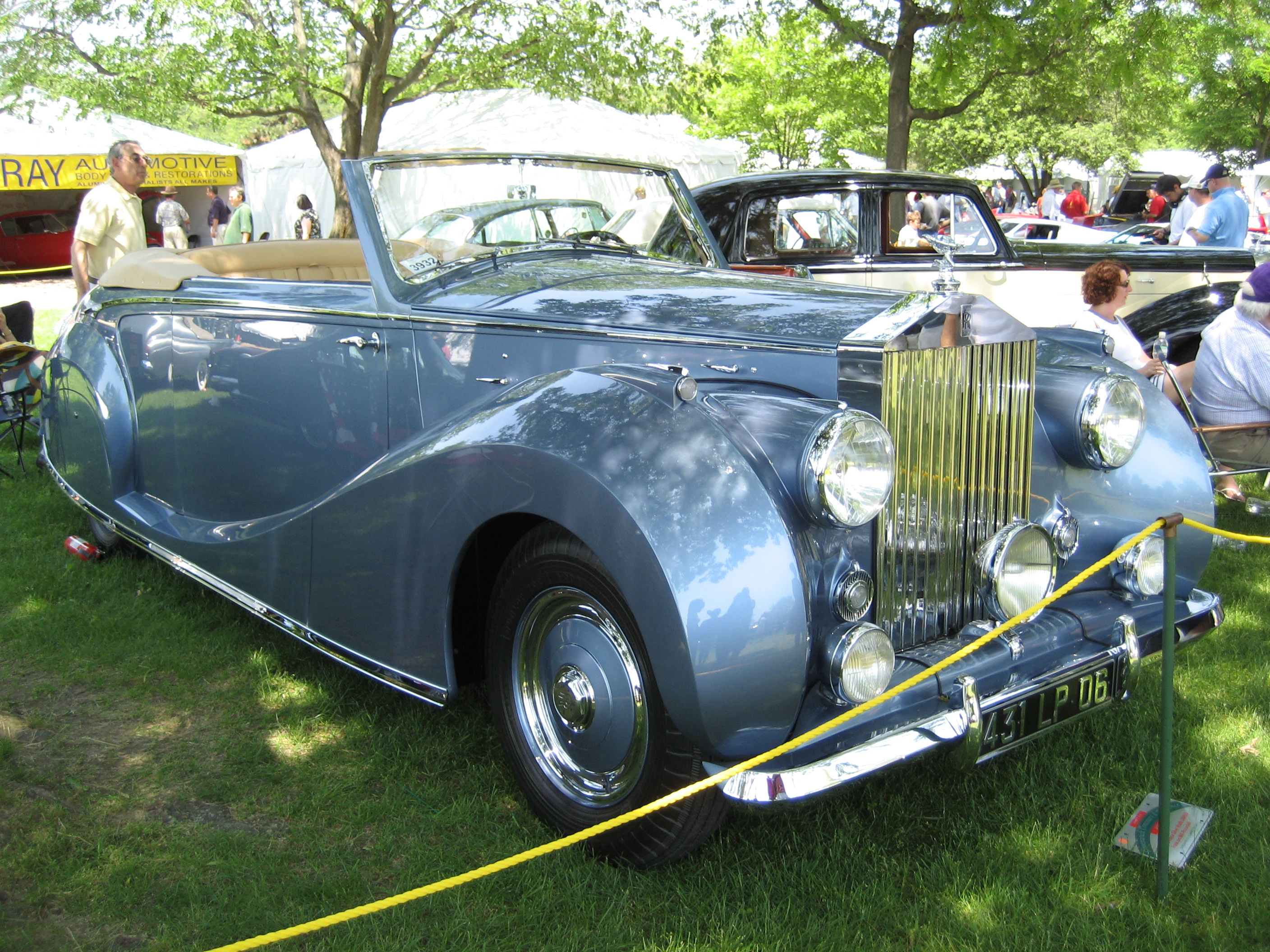
Una Rolls-Royce Silver Wraith cabriolet del 1948, con corpo della vettura assemblata dal carrozziere francese Franay